# Yttre Hågåsjön
Yttre Hågåsjön är en sjö i Älvdalens kommun i Dalarna och ingår i Dalälvens huvudavrinningsområde. Sjön har en area på 0,407 kvadratkilometer och ligger 718,8 meter över havet. Sjön avvattnas av vattendraget Hågåån.

## Delavrinningsområde
Yttre Hågåsjön ingår i det delavrinningsområde (689802-133435) som SMHI kallar för Utloppet av Yttre Hagatjärnen. Medelhöjden är 778 meter över havet och ytan är 6,38 kvadratkilometer. Räknas de 14 avrinningsområdena uppströms in blir den ackumulerade arean 84,11 kvadratkilometer. Hågåån som avvattnar avrinningsområdet har biflödesordning 3, vilket innebär att vattnet flödar genom totalt 3 vattendrag innan det når havet efter 510 kilometer. Avrinningsområdet består mestadels av skog (61 procent), sankmarker (16 procent) och kalfjäll (16 procent). Avrinningsområdet har 0,41 kvadratkilometer vattenytor vilket ger det en sjöprocent på 6,3 procent.